# أندري كوجاكاري
اندري كوجاكاري (بالرومانية: Andrei Cojocari) (21 يناير 1987 بكيشيناو في مولدوفا - ) هو لاعب كرة قدم مولدوفي في مركز الوسط. شارك مع منتخب مولدافيا تحت 19 سنة لكرة القدم ومنتخب مولدوفا تحت 21 سنة لكرة القدم ومنتخب مولدوفا لكرة القدم. أما مع النوادي، فقد لعب مع زمبرو تشيسيناو وميلسامي أورهي ونادي داسيا كيشيناو ونادي لوكوموتيف طشقند ونادي لييباياس ميتالورغس وFC Zimbru-2 Chișinău ‏ وFC Rapid Ghidighici ‏.

## وصلات خارجية
- أندري كوجاكاري على موقع الاتحاد الدولي (مؤرشف)  (الإنجليزية)
- أندري كوجاكاري على موقع الاتحاد الأوربي (الإنجليزية)
- أندري كوجاكاري على موقع إي إس بي إن إف سي (الإنجليزية)
- أندري كوجاكاري على موقع قاعدة بيانات كرة القدم.إي يو (الإنجليزية)
- أندري كوجاكاري على موقع ناشيونال فوتبول تيمز (الإنجليزية)
- أندري كوجاكاري على موقع Soccerway.com (الإنجليزية)
- أندري كوجاكاري على موقع عالم كرة القدم.نت (الإنجليزية)